# Богочеловек

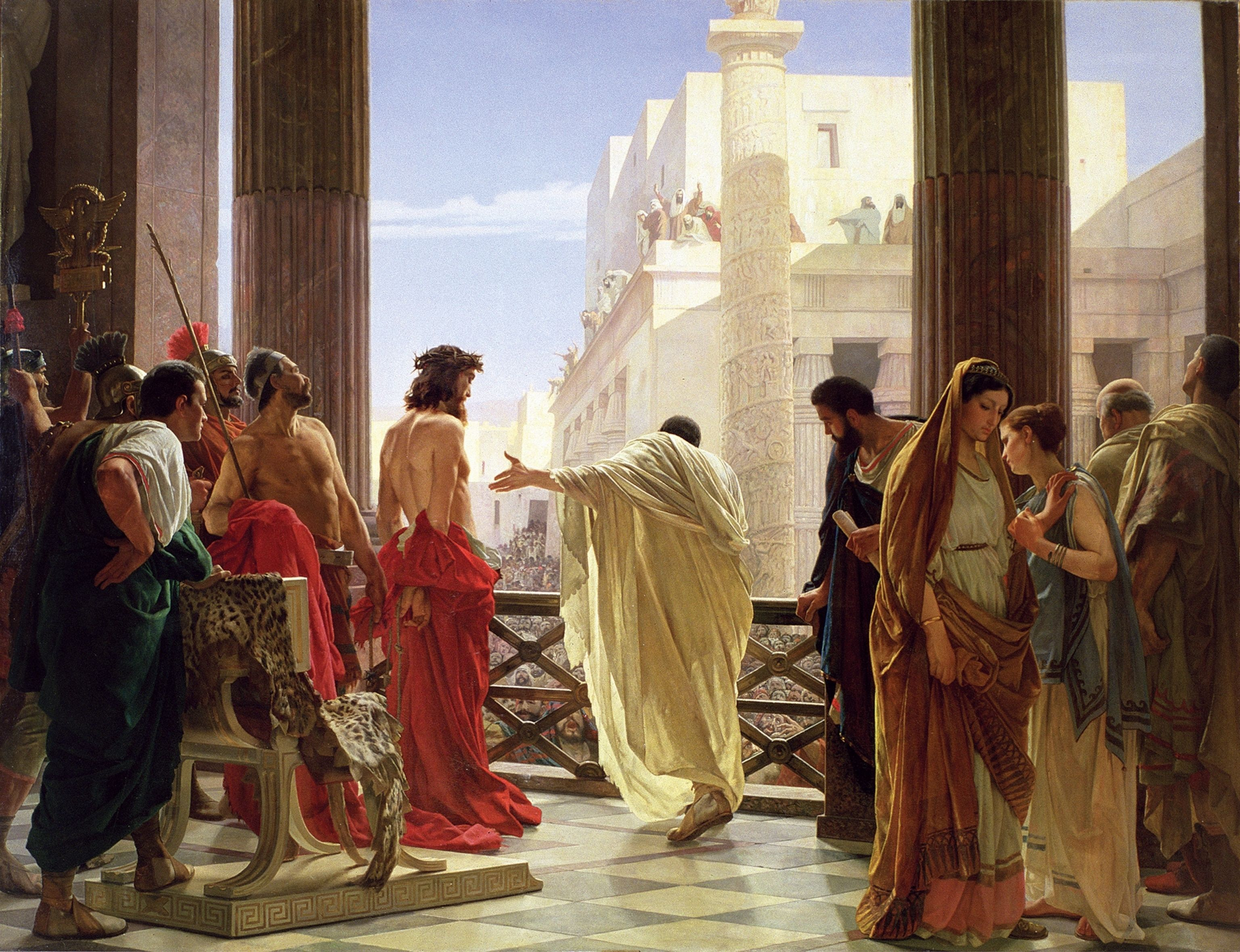
Ecce homo! («Это человек!»), Антонио Чизери, 1871

Богочелове́к (др.-греч. Θεάνθρωπος, лат. Theanthropos) — в христианстве Бог, воплотившийся в человеке, а именно Иисус Христос.
В христианстве Богочеловек — догматическое определение воплотившегося Сына Божьего (второго лица Св. Троицы, Иисуса Христа), основанное на Священном Предании, Священном Писании, Никео-Цареградском и Халкидонском Символах веры и определениях Вселенских соборов, сформулированное в процессе сложной богословской полемики; это определение раскрывается через неслитное, нераздельное, неразлучное и неизменное соединение двух природ — божественной и человеческой в Иисусе Христе, Сыне Божьем. На основе этого определения были разработаны учения о двух волях и двух действиях Иисуса Христа, а также система представления о сообщении свойств, обожении человеческого естества, нераздельное поклонение и почитание Девы Марии Богородицы.

## История термина
По учению, сформулированному на Халкидонском соборе, естества во Иисусе Христе соединены неслитно (то есть остаются целыми, а не образуют смешанную природу полубога, получеловека), неизменно (то есть и Божество продолжает обладать своими свойствами без всякого уменьшения или ослабления, и человеческая природа сохраняет человеческие свойства), нераздельно (то есть не составляют двух обособленных лиц, а единое лицо), неразлучно (то есть никогда не разлучались и не могут быть разлучены с самого момента зачатия и пребывают во Христе по вознесении).
Догмат о двуединой природе Бога-Сына утверждался в течение длительного времени и стал главной целью критики различных ересей.
В середине III века было объявлено еретическим частное богословское мнение автора термина «богочеловек» Оригена о субординационизме, признававшее Бога-Сына ниже Бога-Отца, его созданием.
В начале IV века александрийский священник Арий был осуждён и изгнан за отрицание предвечного существования Пресвятой Троицы и признание Бога-Сына только подобием Бога-Отца, от природы не наделённым божественными свойствами, а получившим их от Бога-Отца при Крещении.
Сирийский епископ Аполлинарий Лаодикийский Младший указывал на логическую невозможность полного соединения неизменного (Божественного) и изменяемого (человеческого), и считал, что у Иисуса Христа не было разумной души (духа) человека.
Архиепископ Константинополя Несторий отверг откровение о зачатии Богочеловека женщиной, богочеловечество Иисуса по природе с момента зачатия, и фактически считал, что он стал богочеловеком по благодати.
Против догмата о двойственной природе Христа выступили в начале V века монофизиты, признающие в нём одну только божественную природу, причём Евтихий — ещё и в человеческом призраке.
Миафизиты, являющиеся последователями другого представителя монофизитов — александрийского патриарха Диоскора, считают, подобно православным, католикам и протестантам, что обе природы Христа образуют единую ипостась, но при этом проповедуют одну богочеловеческую природу Иисуса Христа.
Понятие о Христе как Богочеловеке, единосущном Богу Отцу по божественной природе, и единосущном всему человечеству, независимо от пола, возраста, состояния физического, психического, социального здоровья, расы, этнической, религиозной и культурной принадлежности и так далее — по общей человеческой природе, было закреплено на Халкидонском соборе в 451 году. Иисус Христос — не только Сын Божий, но и Сын Человеческий — обожил общую человеческую природу. Но Церковь отмечает Обрезание Господне и считает еретиками и тех, кто отрицает частную природу Иисуса — Сына Давидова, мужа из народа Израиля, Мессии (Христа), царя Иудейского из рода Давидова, сына Богоматери и Иосифа, брата Иакова, плотника, члена гильдии, «профсоюза» плотников и так далее, особенно тех, кто на основании отрицания частной природы Иисуса Христа пренебрегает и своими, вытекающими из своей частной природы обязанностями перед своими семьёй, Церковью, товарищами, обществом, народом, государством и т. д. При Вознесении Господнем тело Иисуса Христа стало нетленным, оно и его частная природа также соединены со Вторым Лицом Пресвятой Троицы, хотя, в отличие от Бога-Отца, Логоса и Святого Духа, не существовали предвечно. Определения «Сын Божий», «Сын Человеческий», «Сын Давидов» даны в Новом Завете (Мк. 2:10; 10:47, 1Ин. 5:20 и др.) Всякая другая теория, не признающая истинности Божества Иисуса Христа или истинности Его человечества, как бы она ни казалась стройна и логична, противоречит Новому Завету и, следовательно, истине.
По мнению приверженцев мифологической школы, возникшей в XVIII веке, образ Богочеловека своими корнями уходит в религии древности и постепенно эволюционировал от первоначального образа божества к более позднему образу Богочеловека.